# 양어지

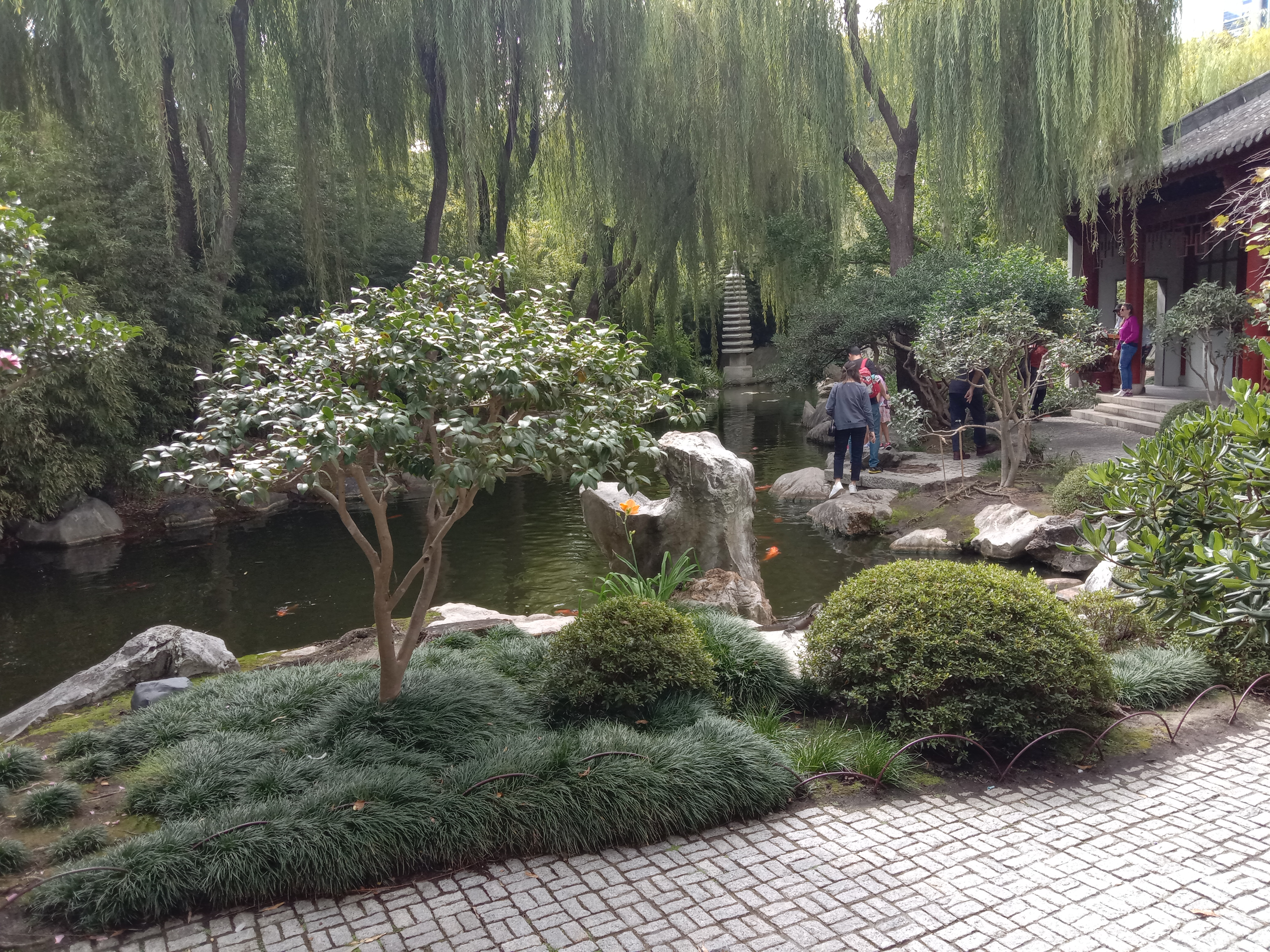
시드니 중국식 정원의 관상용 연못

양어지(fish pond)는 통제된 연못, 작은 인공 호수 또는 어류를 저장하고 양어업, 레크리에이션 낚시 또는 관상용 목적으로 양식에 사용되는 저류지이다.
양어지는 중국 쑤저우 고전원림, 일본 고쿄, 한국 경복궁과 같은 동아시아 거주지의 고전적인 정원 특징이다. 중세 유럽에서는 수도원과 성(소규모, 부분적으로 자급자족하는 공동체)에 양어지가 있는 것이 일반적이었다.

## 같이 보기
- 정지 (못)
- 연어 양식
- 수생정원